# Ngựa núi Bosnia
Ngựa núi Bosnia (Serbo-Croatian: Bosanski brdski konj, Босански брдски коњ), còn được gọi là "Ngựa Bosnia", là giống bản địa duy nhất của loỉa ngựa ở Bosnia và Herzegovina, nơi nó chiếm khoảng 70% tổng số lượng ngựa.

## Lịch sử
Chọn lọc sinh sản của Ngựa núi Bosnia bắt đầu tại trại ngựa giống của Goražde vào năm 1908. Các trung tâm chính cho việc lựa chọn giống là các trang trại trại ngựa giống của Borike, trong khu đô thị của Rogatica, và Han Pijesak. Ba dòng ngựa - Agan, Barut và Miško - và chín dòng ngựa cái được thành lập; dòng Agan sau đó biến mất, và các dòng ngựa Barut và Miško bị trộn lẫn rất nhiều. Ngựa giống Ả Rập tại trại ngựa giống Borike được sử dụng để cải thiện Ngựa núi Bosnia. Loại Glasinacki có ảnh hưởng đáng kể của ngựa Ả Rập; nó được đặt tên theo làng của Glasinac trên núi Romanija, ở phần phía đông của Cộng hòa Srpska.:35 Một loại nhỏ hơn là Ngựa Podveleški được tìm thấy ở Herzegovina.
Trong cuộc chiến Bosnia năm 1992–1995, giống như những loài động vật trang trại khác, ngựa núi Bosnia suy giảm về số lượng rất nhiều. Tại Liên bang Bosnia và Herzegovina, tổng số con ngựa đã giảm từ 46.628 năm 1990 xuống còn 16.080 vào năm 1995, và đến năm 2002 đã giảm xuống còn 7.014, hay khoảng 15% tổng số trước chiến tranh; số lượng ngựa giống này tại Cộng hòa Srpska cũng giảm, mặc dù không quá thảm hại. Nhìn chung, số ngựa ở Bosnia và Herzegovina giảm 68% trong khoảng thời gian từ năm 1990 đến năm 2002.
Loài này đã không bị ảnh hưởng đáng kể bởi việc nhập khẩu ngựa ngoại. Do giống ngựa này ở một số khu vực thậm chí là phương tiện giao thông duy nhất.